# Odontorrhina hispida
Odontorrhina hispida är en skalbaggsart som beskrevs av Olivier 1789. Odontorrhina hispida ingår i släktet Odontorrhina och familjen Cetoniidae. Inga underarter finns listade i Catalogue of Life.